# Walter Fahrer
Walter Fahrer, né le 10 décembre 1939 à Santa Fe (Argentine) et mort le 1er mars 2025 à La Madeleine (France), est un auteur de bande dessinée argentin.

## Biographie
Walter Fahrer fréquente l'école des Beaux-Arts de Buenos Aires puis débute professionnellement en 1957. En tant qu'illustrateur, il conçoit différentes couvertures de Titbits et Puño fuerte (es) pour l'éditeur Lainez (en espagnol : Láinez).
En 1958, chez ce même éditeur, il entreprend sa première bande dessinée intitulée Tee Howard. Il enchaîne avec plusieurs récits d'Ernie Pike scénarisés par Héctor Germán Oesterheld qui sont publiés dans Hora Cero (es) aux Éditions Frontera (es).
En 1959, il participe à la création du mensuel de guerre Fuego où il dessine à nouveau sur ses propres scénarios. Chez Abril, il réalise Nat Mandel, une série qui paraît dans Misterix et Rayo Rojo (es).
En 1960, il illustre des couvertures et plusieurs histoires complètes chez Divito, puis travaille à nouveau pour les Éditions Frontera.
De 1960 à 1961, il alterne voyages (notamment au Brésil) et réalisations de différentes bandes dessinées.
En 1962, il part avec Hugo Pratt pour l'Europe. Après plusieurs courtes histoires pour la Casa Universo (it) de Milan, il collabore de la fin 1963 au milieu des années 1970, avec l'agence de presse Opera Mundi. Il dessine alors pour L'Aurore, Le Parisien libéré ou France-Soir de nombreuses bandes quotidiennes comme Le Roi de Paris, Au fond du gouffre, Les Dames de Croix Mort, La Dame de l'Ouest, Les Indes Noires, Le pays d'où on ne revient jamais, La Belle de Port-au-Prince, Mandrin, Lady Stanhope, Fournier Sarlovèze, Aliénor d'Aquitaine (sur un texte d'Anne et Serge Golon), OSS 117 d'après Jean Bruce ou Janique aimée (sur un scénario de Paul Winkler).
Parallèlement, il effectue un séjour aux États-Unis et retourne en Argentine où il réalise quelques séries pour l'éditeur Columba.
En 1971, il entre au journal Tintin. Après divers récits historiques (Mona Lisa, Benvenuto Cellini, La Camisole de Boulogne), il lance Cobalt, une série écrite par Michel Greg.
En 1973, il retourne en Argentine où il crée Gato Montés. Ce western argentin connaît une édition en langue française aux éditions Dargaud à partir de 1991.
En 1976, en s'associant avec Claude Moliterni, il donne naissance à Harry Chase, une saga policière publiée dans France-Soir, Télé 7 jours, Charlie Mensuel. Sept ouvrages sont publiés chez Dargaud et traduits dans onze pays.
En 1987, il dessine Le Casque et la Fronde dans Vécu, sur un scénario de François Corteggiani. À partir de décembre 1988, l’hebdomadaire de BD Pilote publie Captain Hard, dont il réalise textes et dessins. L'album est édité chez Dargaud en octobre 1989.
En janvier 1997 pour Soleil Productions dans l'album collectif Les Amis de Julien Clerc, il adapte en bande dessinée la chanson La Veuve de Joe Stan Murray sur un texte de Christophe Arleston.
Chez Casterman, une trilogie policière scénarisée par Carlos Trillo intitulée Mon nom n'est pas Wilson voit le jour. Trois tomes paraissent : Pâleur mortelle en novembre 2000, Killer en septembre 2002 et Berlin en février 2004,.

## Publications

### Bandes dessinées
- Cobalt, Le Lombard, (dessins) scénario de Greg - 1971
- Fugue à quatre mains - 1976
- Harry Chase, Dargaud, (dessins) scénario de Claude Moliterni - 1976
- Une femme a disparu - 1979
- Drôle de bobine - 1980
- Piracicaba, mon amour - 1980
- L'assassiné récalcitrant - 1981
- Adieu Pigeon - 1981
- Fugue à quatre mains - 1982
- Danger immédiat - 1983
- Enquête en 7 jours - 1984
- Chili con carne - 1989
- Le Casque et la Fronde, Glénat, (dessins) scénario de François Corteggiani
- Des gentilshommes de fortune - 1987
- Captain Hard, Dargaud (textes et dessins) - 1989
- L'Empire Gilgamesh - 1989
- Gato Montes, Dargaud (textes et dessins)
- Pour l'honneur - 1991
- La croix du Sud - 1993
- A Corsica - 1996
- Mon nom n'est pas Wilson, Casterman, (dessins) scénario de Carlos Trillo
  - Pâleur mortelle - 2000
  - Killer - 2002
  - Berlin - 2004[6]

- Laetizia - 2004

### Documentaires
- L'Aventure du journal Tintin, Le Lombard - 1986 (dessins).

### Romans jeunesse
Lecture et Loisir - 1re série - Collection Jeunesse, Dargaud :
- Tome 279 : Le dernier des Mohicans - 1980 et 1983 (dessins)
- Tome 280 : Huckleberry Finn - 1980 (dessins)
- Tome 289 : Sur le lac Ontario - 1980 (dessins)
- Tome 291 : Le bossu - 1980 (dessins)

### Collectif BD
- La Bande à Julien, Soleil - 1997 (dessins)
- La BD fait sa cuisine, Bagheera - 1999 (dessins)

### Revues
- Le Journal de Tintin no 44 - édition belge 1971 - Raymond Leblanc
- Le Journal de Tintin no 1201 - édition française 1971 - Dargaud